# Авиационно гориво
Авиационното гориво е вид гориво, предназначено за двигателите на летателни апарати.
То е течно гориво, произвеждано чрез преработката на нефт, като обикновено е с по-високо качество от горивата, използвани от автомобилите или за отопление. Повечето съвременни самолети използват реактивни горива, базирани на керосин, а в двигателите с искрово запалване се използва специален авиационен бензин.